# Fižolček, ogelček in slamica
Fižolček, ogelček in slamica je slovenska ljudska pravljica, ki izvira iz Benečije, natančneje iz Saržente pri Čedadu. Priredila jo je Marjeta Zorec, ilustrirala pa jo je Marjana Šegula – Miš.
Pravljica je izšla v zbirki Marjetice pri založbi Didakta, Radovljica, leta 2006.

## O avtorici
Marjeta Zorec je pravljičarka, ki je avtorica številnih pravljic (Morske živali, Slovenski kraji iz rovt pod Alpski svet, Za ljubi kruhek, Gorske živali itd.) med drugim je priredila pravljico Fižolček, ogelček in slamica.

## Vsebina pravljice
Na vasi je nekoč živela klepetava gospodinja, vsako dopoldne je hodila po vasi od hiše do hiše in klepetala. Ob poldnevu, je pohitela domov kuhat kosilo. Njen mož se je vračal domov z dela utrujen in lačen. Ker pa je bilo kosilo največkrat napol surovo, se je jezil nanjo.
Tako je nekega dne spet pritekla s klepeta domov zelo pozno. Hitro je stresla fižol v lonec, nanj nalila vodo, podkurila pa kar s slamo, da bi voda hitro zavrela. A zgodilo se je, da je z ognjišča padel ogelček in se skotalil k slamici, ki je bila na tleh. Začudeno sta se spogledala, tedaj pa je iz brbotajočega lonca priletel na tla še fižolček.
Skupaj so zbežali iz hiše. Prišli so do potoka, ki so ga prečkali s pomočjo slamice. Ker pa je bil ogelček tako vroč in je slamico zelo peklo, se je le-ta prelomila in sta skupaj padla v vodo.
Fižolčku se je to zdelo tako smešno, da mu je od smeha počil trebušček. Jokal je in jokal, dokler ga ni slišal krojač, ki je bil namenjen v Saržento. Krojač mu je zašil trebušček z belo nitjo.
Od takrat imajo vsi fižoli bel šiv sredi trebuščka.

## Psihoanalitična teorija (Bruno Bettelheim)
Pravljica vsebuje pravljične prvine.
Že v naslovu pravljice imamo opravka s pravljičnim številom, ki ga zasledimo v pravljici. 
Čas in kraj v pravljici nista znana (»V naši vasi je nekoč živela...«). Tako je pravljica umeščena v edinstven pravljični čas. Gre za stanje duha in ne za umestitev v čas zunanje resničnosti.
V pravljici se stopnjuje napetost. Čeprav je pravljica kratka, imamo stopnjevanje napetosti (zaplet – vsi trije se znajdejo pred potokom, vrh – potok prečkajo s pomočjo slamice, peripetija oz. nenaden preobrat – fižolčku poči trebuh, razplet – srečen konec, ko krojač zašije fižolčku trebuh).
Dobro vidna je prevalitev krivde na ženske, kot sta to počela brata Grimm (»Mož je prihajal domov lačen in ker kosilo ni bilo pravi čas skuhano in napol surovo se je pogosto jezil nanjo.«).

## Sociološka teorija (Jack Zipes)
Vsekakor gre v pravljici govoriti o diskurzu dominacije.
Ženska je podrejena možu. Vsak dan mu kuha in opravlja ostala gospodinjska dela. Zaradi svoje klepetavosti mu daje na mizo napol surova kosila in zato se mož nanjo večkrat razjezi. Mož je pozitiven lik, ker vsako jutro odide delat. Žena pa je v pravljici predstavljena negativno, ker jo avtorica označi za »klepetavo« gospodinjo. Povrh vsega še zamuja s kosilom.
("Šele ko je zazvonilo poldne, je pohitela domov, kuhat kosilo. Njen mož se je vračal domov z dela utrujen in lačen. Ker pa je bilo kosilo največkrat napol surovo, se je jezil nanjo.")

Pripovedovalec:
- tretjeosebni

Dogajalni prostor:
- Beneška Slovenija

Književni čas:
- neznan ("V naši vasi je nekoč...")

Pravljične osebe
- Mož, žena in krojač
- Fižolček, ogelček in slamica

## Motivno tematske povezave
- Motiv konflikta med možem in ženo: Janko in Metka; Oče je kupil zvonec, mati pa lonec; Žalik žena
- Pravljica Fižolčki

## Značilnosti ljudskega slovstva v povezavi s pravljico
- ustno izročilo - pravljica se je prenašala iz roda v rod samo s pripovedovanjem
- anonimnost - avtor v izvirniku ni znan, znan je v priredb
- slogovne značilnosti - pravljična števila, pomanjševalnice
- osebe nimajo imen - mož, žena, krojač
- poosebitev - fižolček, ogelček in slamica imajo človeške lastnosti